# Station Carlow
Station Carlow is een spoorwegstation in Carlow in het gelijknamige Ierse  graafschap Carlow. Het station ligt aan de lijn Dublin - Waterford. Er vertrekken dagelijks acht treinen in beide richtingen.